# Porpoise Bay
Porpoise Bay är en vik i Australien. Den ligger i delstaten Western Australia, omkring 32 kilometer väster om delstatshuvudstaden Perth. Porpoise Bay ligger vid sjöarna  Government House Lake och Garden Lake.
Genomsnittlig årsnederbörd är 1 018 millimeter. Den regnigaste månaden är maj, med i genomsnitt 176 mm nederbörd, och den torraste är februari, med 9 mm nederbörd.